# Чуніково
Чуніково (рос. Чуниково) — присілок в Бабаєвському районі Вологодської області.
Входить до складу Пожарського сільського поселення, з точки зору адміністративно-територіального поділу — до Пожарської сільради.
Відстань по автодорозі до районногу центра Бабаєво — 77 км, до центра муніципального утворення села Пожара — 7 км. Найближчі населені пункти — Ананіно, Комарово, Терьково.
По перепису 2002 року населення — 36 осіб (15 чоловіків, 21 жінка). Все населення — росіяни.